# Heavenly Action
Heavenly Action – drugi singel brytyjskiego duetu Erasure z pierwszego albumu studyjnego Wonderland.

## Lista utworów
1. Heavenly Action
2. Don't Say No
3. Heavenly Action” (Remix)
4. Don't Say No” (remix)
5. My Heart... So Blue (Incidental)
6. Heavenly Action (Yellow Brick Mix)
7. Don't Say No (Ruby Red Mix)